# Linia kolejowa Mga – Wołchow
Linia kolejowa Mga – Wołchow – linia kolejowa w Rosji łącząca stację Mga ze stacją Wołchowstroj I.
Odcinek Mga – Żychariewo zarządzany jest przez region petersburski, natomiast fragment Plitniaki – Wołchowstroj I przez region wołchowstrojewski. Oba regiony wchodzą w skład Kolei Październikowej (części Kolei Rosyjskich). 
Linia położona jest w obwodzie leningradzkim. Na całej długości jest zelektryfikowana i dwutorowa.

## Historia
Linia powstała w czasach carskich jako fragment linii z Petersburga do Wiatki. Początkowo leżała w Imperium Rosyjskim, następnie w Związku Sowieckim. Od 1991 znajduje się w granicach Rosji.